# Aminata Touré
Aminata Touré (Dakar, Senegal, 1962) és una economista, política i activista senegalesa, que va ser primera ministra del Senegal entre els anys 2013 i 2014, esdevenint la segona dona al capdavant del govern en la història d'aquest país després de Mame Madior Boye en 2001. Anteriorment, havia estat ministra de Justícia entre els anys 2012 i 2013. Abans de la seva trajectòria en el món de la política senegalesa, havia treballat per a l'ONU i com a consultora del govern senegalès.

## Primers anys
Filla d'un metge i d'una llevadora, Aminata Touré vaestudiar a Tambacounda, on van assignar el seu pare, i després va seguir els seus estudis a l'Institut Gaston-Berger de Kaolack. El 1981, va guanyar el concurs general d'economia i es va graduar a l'institut Van Vollenhoven de Dakar. Després, va estudiar a França i va obtenir un màster en economia a Dijon, un diploma d'etudis superiors especialitzats en gestió d'empreses a Aix-en-Provence i un doctorat en gestió internacional a la International School of Management (ISM), a París. Va iniciar la seva carrera professional l'any 1988, dins de l'empresa de transport públic de Dakar, SOTRAC, on va dirigir el departament de màrqueting i comunicació.

## Els inicis polítics
Activista des dels 14 anys, Aminata Touré fou activa en els cercles universitaris d'esquerres francesos i membre de la Lliga Comunista de Treballadors (LCT), el futur Moviment per al Socialisme i la Unitat (MSU). Durant la campanya electoral de 1993, va ser la primera directora de campanya senegalesa de Landing Savané, al partit del qual es va unir l'any següent.

## Compromís humanitari
Aminata Touré es va convertir en directora de programes de l'Associació Senegalesa per al Benestar Familiar. I a partir de 1995, va treballar per al Fons de Població de les Nacions Unides (UNFPA), primer com a assessora tècnica sènior del Ministeri de Família i Acció Social de Burkina Faso, després com a assessora regional de l'UNFPA per als països africans francòfons i coordinadora de "Gènere i Acció Social". VIH" a l'Àfrica Occidental per a l'oficina regional del Fons de les Nacions Unides per a la Dona. En particular, promou la planificació familiar i la salut reproductiva. El 2003, va ser nomenada a Nova York com a directora del departament de drets humans de l'UNFPA.

## Relacions ambMacky Sall
Aminata Touré va deixar Nova Jersey el 2010 per convertir-se en directora del gabinet de Macky Sall, president de l'Aliança per la República, i l'any següent per participar en la redacció del programa de Sall per a la campanya de les eleccions presidencials de 20122. Succeeix a Cheikh Tidiane Sy com a ministra de Justícia del govern de Mbaye amb la missió de reformar el sistema judicial reduint els retards, apropant els tribunals als ciutadans i ampliant la representativitat del Consell Constitucional1. Durant els seus primers mesos de mandat, va implementar la lluita contra la corrupció desitjada per Sall mitjançant auditories de la política de l'antiga presidència i dels antics càrrecs del règim wadista, entre ells el fill de l'expresident, Karim Wade. El seu actiu, format per dos edificis al Senegal i un altre als Estats Units, s'estima en 777 milions de francs CFA.

## Primera ministra
Aminata Touré va ser nomenada primera ministra l'1 de setembre de 2013 i va formar el seu govern l'endemà. Ocupà el càrrec fins al 4 de juliol de 2014, després de la seva derrota contra Khalifa Sall a les eleccions municipals a la seva circumscripció electoral de Dakar. Mohamed Dionne, un antic funcionari de les Nacions Unides, la va succeir el juliol del 6 de juliol.

## Després de primera ministra
El febrer de 2015 va ser nomenada per Macky Sall al càrrec d'enviada especial del President de la República, per a tota mena de missions nacionals i internacionals. El maig de 2019, la presidenta Sall la va nomenar presidenta del Consell Econòmic, Social i Mediambiental. Aquesta posició fa d'Aminata Touré el tercer personatge de l'Estat. Va ser destituïda l'octubre de 2020, al mateix temps que el govern, i va ser substituïda per Idrissa Seck.

## Vida familiar
Aminata Touré té tres fills; està divorciada d'Oumar Sarr, ministre sota Abdoulaye Wade. La seva filla Dior Sarr es va graduar a la Universitat Yale (EUA). Actualment, Aminata Touré està casada amb Oumar Coulibaly, un emprenedor.